# Targum Jonathan
Das Targum Jonathan (hebräisch תרגום יונתן בן עוזיאל), auch bekannt als Targum Jonatan ben Usiel, ist eine aramäische Übersetzung und Auslegung der Prophetenbücher, der Büchergruppe Neviʾim (hebräisch נְבִיאִים Propheten) des Tanach (Prophetie im Tanach). Es handelt sich um eine der wichtigsten offiziellen Targumim im Judentum.
Traditionell zugeschrieben wird der Targum Jonatan ben Usiel, einem Schüler von Hillel dem Älteren (1. Jh. v. Chr.) zugeschrieben. Historisch-kritisch ist es jedoch unwahrscheinlich, dass die aktuelle Fassung ausschließlich von diesem stammt. Wahrscheinlich wurde der Text über Jahrhunderte hinweg gesammelt und überarbeitet.
Es ist nicht zu verwechseln mit dem „Targum Pseudo-Jonathan“ einer aramäischen Übersetzung der Tora. Es wird oft auch als „Targum Jonathan“ bezeichnet, aufgrund eines Druck- bzw. Schreibfehlers oder vielleicht wegen seiner stilistischen Ähnlichkeit mit dem Targum Jerusalem, das „Jonathan“ genannt wird, um die beiden späteren Übersetzungen zu unterscheiden.

## Entstehung und Aufbau
Die Erzählungen der Neviʾim lässt sich in zwei Untergruppen teilen. Die Neviʾim rischonim (hebräisch נְבִיאִים רִאשׁוֹנִים Vordere oder frühe Propheten) sind die Bücher Jehoschua bis Melachim sowie die Neviʾim ʾacharonim (hebräisch נְבִיאִים אֲחָרוֹנִים Hintere oder spätere Propheten), sie umfassen die Bücher Jeschaʿjahu bis Zwölfprophetenbuch. Dabei umfasst der Targum Jonathan alle Bücher der Propheten:
- Vordere oder frühere Propheten: Josua, Richter, 1.–2. Samuel, 1.–2. Könige
- Hintere oder spätere Propheten: Jesaja, Jeremia, Ezechiel, und die Zwölf kleinen Propheten (Hosea bis Maleachi)

Das Targum Jonathan entstand höchstwahrscheinlich im Eretz Israel (Land Israel) oder Babylonien, in einem jüdischen Umfeld, das Aramäisch als Umgangssprache verwendete. Die genaue Entstehungsregion und -zeit ist allerdings nicht eindeutig belegt, da der Text über Jahrhunderte hinweg überliefert und bearbeitet wurde. Die frühe Redaktion oder Frühe Phase könnte, um Jonatan ben Usiel, zwischen dem 1. Jh. v. Chr. bis 2. Jh. n. Chr. gelegen haben, die spätere Redaktion zwischen dem 3. bis 5. Jh. n. Chr. dabei spiegelt der heute überlieferte Text stark den Einfluss des babylonischen Judentums wider, etwa im Sprachstil (ostaramäisch) und in rabbinischen Interpretationen. Damit ist der aktuelle, bekannte Text also ein Produkt beider Regionen, er ist palästinensischer Ursprungs in einer babylonisch redigierten Endform.

## Erläuterungen
Ein Targum ist eine Übersetzung der hebräischen Bibel ins Aramäische, die Sprache, die von vielen Juden im Zweiten Tempelzeitalter gesprochen wurde. Targumim sind jedoch nicht nur Übersetzungen, sondern enthalten oft kommentierende oder erklärende Zusätze, in die rabbinische Interpretationen einfließen.
Wie Targum Onkelos entstand es aus der Lesung einer Übersetzung aus den Nevi'im in der Synagoge, die Teil der wöchentlichen Lesung war.
Der Talmud schreibt seine Urheberschaft in Megillah 3a:4 Jonatan ben Usiel zu, einem Schüler Hillels des Älteren. Dieser Quelle zufolge wurde es von Jonatan ben Usiel „aus dem Munde Haggais, Sacharjas und Maleachis“ verfasst, was bedeutet, dass es auf Überlieferungen der letzten Propheten beruhte. Die zusätzlichen Aussagen, dass deswegen ganz Israel erschüttert wurde und eine Stimme vom Himmel rief: „Wer hat den Menschenkindern meine Geheimnisse offenbart?“, sind legendäre Widerspiegelungen der Neuartigkeit von Jonathans Unterfangen und der Missbilligung, die es hervorrief. Die Geschichte fügt hinzu, dass Jonathan die Ketuvim übersetzen wollte, aber eine himmlische Stimme ihn anwies, damit aufzuhören. Der Targum zum Buch Hiob, der von Gamaliel, dem Nasi des Sanhedrin, aus dem Verkehr gezogen wurde, könnte das Ergebnis seiner Versuche, die Ketuvim zu übersetzen, dargestellt haben.
Es wurde jedoch gründlich überarbeitet, bevor es in Babylonien redigiert wurde. Im Babylonischen Talmud wird es besonders häufig von Joseph, dem Leiter der Akademie von Pumbedita, zitiert, der über die beiden Bibelstellen Jesaja, Jes 8,6  und Sacharja, Sach 12,11  schreibt: „Gäbe es keinen Targum dazu, wüssten wir die Bedeutung dieser Verse nicht.“  Dies zeigt, dass der Targum zu den Propheten bereits zu Beginn des vierten Jahrhunderts als antike Autorität anerkannt wurde.
Das Targum wird manchmal mit der Einleitung „Rav Yosef hat übersetzt“ zitiert, was auf eine Autorschaftstradition von Joseph bar Hama schließen lässt.

## Verwendung
In talmudischer Zeit und bis heute in jemenitischen jüdischen Gemeinden wurde der Targum Jonathan in der Synagoge als „Zeile-für-Zeile-Übersetzung“ anstelle der hebräischen Verse der Haftara gelesen. Wenn es im Talmud also heißt, dass „jemand seine Abschnitte der Schrift gemeinsam mit der Gemeinde vervollständigen soll, indem er die Schrift zweimal und den Targum einmal liest“, könnte sich diese Passage auf Targum Jonathan oder auch auf Targum Onkelos in der Tora beziehen.
In einigen sephardischen und jemenitischen Gemeinden wird beim Vorlesen der Haftarah (dem Prophetenabschnitt nach der Tora-Lesung am Schabbat) das Targum Jonathan parallel gelesen oder rezitiert. Der Ablauf sieht dann so aus:
- ein Vers wird auf Hebräisch gelesen,
- anschließend derselbe Vers im Targum (Aramäisch).